# Voltage (radio)
 (mai 2025).
Pour les articles homonymes, voir Voltage.
Voltage (précédemment Radio Voltage, puis Voltage FM) est une station de radio régionale commerciale privée française diffusée en modulation de fréquence et par la radio numérique terrestre. Elle diffuse ses programmes en Île-de-France sur le 96.9 MHz.
La radio a été créée au début des années 1980 à Paris. Ses fondateurs sont Jean-Marc Cohen et son voisin et ami Yannick Urrien. Le premier studio se trouvait 22 rue Mousset-Robert dans le 12ᵉ arrondissement de Paris. Elle partageait sa fréquence  (98.0 MHz) avec Radio Rivage jusqu'en 1986. À la suite du départ  de Yannick Urrien qui quitte l'aventure de Radio Voltage pour rejoindre Radio Solidarité, Jean-Marc Cohen installe le studio de Radio Voltage dans une péniche près de la Tour Eiffel et ensuite au centre d'affaires Bonaparte au Blanc Mesnil.
Elle est de catégorie B, membre du groupement Les Indés Radios et adhérente au SIRTI. Elle appartient au Groupe 1981, présidé par Jean-Éric Valli. Sa programmation est essentiellement de la Dance Music depuis septembre 2023 retrouvant ainsi son format d'origine qui fit son succès.
Ses studios se trouvent rue Jean-Jacques Rousseau à Issy-les-Moulineaux.

## Programmation Musicale
Sa programmation musicale est originellement le funk. Progressivement elle s'oriente au début des années 1990 vers la dance. Sur ce créneau, elle rencontre un grand succès atteignant en 1995, 5,7 % d'audience cumulée.
À partir de 2004 et du rachat par le groupe Start, Voltage change pour devenir une Hit Radio avec un format Top 40, sa programmation se diversifie de plus en plus, rock, pop, chansons françaises, on remarque une quasi-disparition de la dance, pourtant marque de fabrique de Voltage. Depuis le rachat en 2004, de nombreux changements sont intervenus : le format a été changé deux fois, le slogan a été modifié, les émissions et les animateurs sont souvent remplacés et le directeur des programmes a été remercié en juin 2010. Cette non stabilité de la radio ne permet pas de faire décoller les résultats de la station francilienne en matière d'audience.
Depuis août 2007 et le passage éclair du format «Hit & Dance», la station a reboosté sa programmation avec le retour de la dance dans sa programmation et notamment le samedi soir. Diverses émissions se succèdent comme le «Club 96.9», l'«Euro Hot Club» et le «Hot Club Voltage» ainsi que «Funky Town».
À partir de janvier 2011 on retrouve le «Voltage Club» émission club en quotidienne et également le samedi soir. En mars 2012, retour du « Hit Radio Paris ».
Un nouveau slogan « Le Nouveau Mix » jusqu'en 2014 est mis en place. Dorénavant l'info trafic en temps réel sur Paris - Ile-de-France et toute l'actualité régionale Paris / Ile-de-France sont au programme du lundi au dimanche.
À partir de novembre 2014 le slogan change et devient « Les Hits d'hier et d'aujourd'hui ».
À partir de septembre 2023 Voltage redevient une radio Dance avec un nouveau slogan « Dance Music ». La programmation est 100 % française entre 20h00 et 22h30. Le Voltage Club est diffusé le vendredi soir et le samedi soir entre 22h00 et 2h00 du matin.

## Chronologie

### Des débuts au rachat par le groupe Start en 2004
En 1982, Radio Voltage est une radio libre créée par Jean-Marc Cohen, émettant d'abord depuis Le Blanc-Mesnil. Jusqu'en 1986, elle n'a pas de programmation musicale précise, ses émissions varient du hard rock jusqu'à la variété française, en passant par le funk et le zouk. La direction des programmes était assurée par Jean Luc Mesman jusqu’en 1984 puis par Richard Brassaud.
En 1986,avec la disparition de ses principales concurrentes (Radio show et Radio 7), Radio Voltage élargit son auditoire. Olivier Allardet devient le nouveau directeur des programmes. Les studios sont transférés à Rosny-sous-Bois. La programmation musicale est alors dominée par le funk, et ce, jusqu'en 1993 avec le slogan "Exclusive Dance Music".
En 1990 pour la deuxième année consécutive, Radio Voltage obtient une audience qui la place à la quatrième place des radios les plus écoutées en Île-de-France.
En 1993, le slogan de "Exclusive Dance Music" devient "Un Maximum De Dance Music" le logo change en supprimant le triangle violet.
En 1995, après avoir changé de nom pour devenir Voltage FM, la radio est rachetée par Gérard Louvin et s'installe à Paris dans des studios flambant neufs. L'antenne est dirigée par Jean-François Vilette. La programmation musicale est confiée à Rémi Demange et Voltage FM devient la référence en matière de radio dance et atteint son plus haut niveau d'audience : 5,7 %, cumulé.
Pendant le pic de la période eurodance en 1995 et 1996 de nombreux jingles sont utilisés comme : "Voltage FM 96.9 ! La Dance musique avant tout !","Des années 70 aux années 90 Voltage FM le meilleur de la Dance", "Chez nous la musique Dance est non stop", "Voltage FM le must de la Dance", "Pourquoi aller chercher moins bien ailleurs? Voltage FM le plein de tubes Dance", "Voltage FM la musique Dance et c'est tout", "Voltage FM 96.9 la Dance musique avant tout", "Voltage les tubes Dance avant tout", "Les nouveautés Dance sont d'abord sur Voltage FM", "Voltage il suffit de vous brancher ! 96.9","Voltage ! Entre nous le courant passe !", "Voltage ! La première radio qui fait danser la vie !" .
En 1996, après le départ précipité de Jean-François Vilette, Alain Liberty, venu de Radio Scoop à Lyon, prend la direction de l'antenne. Il élargit la programmation musicale dance au rap et au R&B, c'est à ce moment que le slogan "Toute la Dance toutes les Dance" est utilisé ainsi que "Unique à Paris ! Voltage 96.9 ! Soul, Disco, Funk, New Jack, Toute la Dance Toutes les Dance ! Voltage ! Voltage FM ".
À partir de décembre 1996 Voltage change le slogan pour "Première Radio Dance" jusqu'en octobre 1998 où il deviendra "Le Rythme en Plus". Des émissions techno et trance sont programmées la nuit comme "Voltage Extrême" et "L'After". On retrouve les jingles suivants : "Quand ça sonne comme ça ! C'est sur Voltage !", "Voltage à fonds techno", "Quand c'est fort comme ça ! C'est sur Voltage !". Des évènements sont aussi organisés dans des discothèques comme la Snow Dance Party à l'Acropole le 06 mars 1998. 
En 2000, la radio change de nom pour devenir Voltage. La suppression du FM veut marquer symboliquement l'évolution de la station, mais valide aussi dans les faits une vieille habitude des auditeurs. Jean-Marc Morandini prend la tête de la radio. Elle devient une "city radio" avec un format hits donnant toujours une place privilégiée à la dance music et des informations de proximité. Voltage s'affiche 100 % Paris / 100 % Hits. 
Après le départ de Jean-Marc Morandini en 2002, parti pour Chérie FM, Pascal Gigot prend en charge la destinée de la radio Voltage. Le 21/06/2002 les Daft Punk font un mix en live à la radio pour la fête de la musique.
Pour la rentrée 2002 Voltage conserve son positionnement «100 % Paris/100 % Hits» qui fait son succès. Le soir, mise en place de la nouvelle formule de «Voltage On Line», une spécialiste du comportement des jeunes, Jeanne Delafond sera tous les soirs de 20 h à 22 h aux côtés de Double F pour répondre aux questions des adolescents.
En septembre 2003 mise en place de la nouvelle grille des programmes, la matinale intitulée "le Gros Dawa" est animée par Giorgio de 6 h à 9 h. Ce dernier est accompagné de Franck Keller et Monsieur Wil. Le soir Double F accompagné de Laurent Rigal et du baron Artufel anime "Voltage All Night" de 20 h à 01 h en direct des meilleurs clubs. Le samedi de 22 h à 00 h, Théo présente le "Voltage College Mix", émission de mix en direct.  Il recevra notamment Joachim Garraud, Fred Rister (Producteur de David Guetta) et d'autres Dj's bien connus de la scène internationale. Cette émission est suivie de 0 h à 5 h par "Voltage By Night", une programmation 100 % club en non stop. En 2 ans, la radio parisienne passe de 2,2 % à 4,5 % d'audience cumulée en Île-de-France, score plus jamais atteint depuis.
Début 2004, le 29 janvier, le Conseil supérieur de l'audiovisuel (CSA) donne son agrément pour la cession de Voltage à Haute Tension, consortium dirigé par Bertrand de Villiers, président de la radio Alouette. La vente est officialisée en mars. Malgré l'excellent score de la dernière vague médiamétrie, Pascal Gigot et la quasi-totalité de l'équipe en place est remerciée en quelques jours. La programmation devient généraliste, Voltage étant désormais qualifiée de « Hit Radio Paris» avec un objectif affiché de 7 % d'audience en IDF sur 2 ans. Le président de la radio est Bertrand de Villiers et son directeur général, Mathieu Quétel.

### 2004-2012: une période instable avec de nombreux changements
Pendant l'été 2004, Voltage quitte ses locaux historiques du 15, rue Galvani pour s'installer dans des studios flambant neufs au 167, rue du Chevaleret, sur le même pallier qu'Ado FM. La grille, alors composée de Lionel & Mattéo (morning), Damien (matinée), Brian (après-midi), Kalou (drive), Loeki (Love Line en soirée), enregistre quelques progressions encourageantes : sur la période septembre-décembre 2004, avec 4,1% d'audience cumulée, Voltage s'offre le luxe de dépasser Fun Radio à Paris et sa proche banlieue. En janvier-mars 2005, la station francilienne obtient 4,4% d'audience cumulée quotidienne, soit plus de 410.000 auditeurs quotidiens, contre 3% sur la même période en 2004. Ce sera son dernier "record" d'audience, rectifié à 4,2% sur la période janvier-juin 2005.
En septembre 2006, une équipe est mise en place par Bruno Witek avec notamment l'animateur Miguel Derennes aux commandes de la tranche matinale des programmes. Une nouvelle identité visuelle et un nouveau site Internet sont mis en place. À partir de novembre 2006 l'équipe de la matinale de Voltage, déjà composée de trois animateurs (Miguel, Julie Le Floch et Julien Le Ny) est renforcée par l'arrivée de Greg Romano, qui interprète divers personnages parodiques.
l'hiver 2006, Voltage commence sa campagne publicitaire (réalisée par l'agence Bronx) sur les quais de la ligne 3 du Tramway. Pour la première fois depuis le rachat de la radio, une campagne de publicité est lancée.
À partir d'avril 2007 la station est désormais contrôlée à 100 % par le groupe Start dirigé par Jean-Éric Valli, le Conseil supérieur de l'audiovisuel ayant donné son agrément au retrait de Bertrand de Villiers.
En mai 2007, un nouveau changement de slogan qui passe de Hit Radio & Cash à Hit & Soul.
En août 2007, nouveau changement, le slogan de Voltage devient "Hit & Dance" , la radio rajeunit et retrouve un format à 90 % dance. Brian anime la Club List (qui remplace la Hit List) et le Fight (match entre deux artistes club), le samedi on retrouve l'Euro Club, classement des titres les plus diffusés dans les boites en Europe.
En septembre 2007, changement dans la matinale de 2'bout la d'dans ! Miguel Julien et Greg (sans Julie) continuent la matinale. Mathieu prend les commandes du Club Voltage, tous les soirs de la semaine de 21 h à minuit pour une programmation jeune avec SMS, cadeaux et Speed dating.
En octobre 2007, le directeur associé des programmes du groupe START, Bruno Witek, est démis de ses fonctions par Jean Eric Valli pour cause de mauvais résultat sur Voltage, la station parisienne stagnant autour des 3,4 % d'audience. Retour à la programmation d'avant l'été et au « Hit Radio Paris », abandon du format dance qui n'aura duré que 2 mois.
À partir de septembre 2008, Sylvain Alexis anime la nouvelle matinale de Voltage de 6 h à 9 h 30. Nom de l'émission : Sylvain Alexis réveille Paris. En soirée de 20 h à 00 h on retrouve Ma Playlist Voltage émission de dédicaces. Enfin le samedi soir de 21 h à 1 h une nouvelle émission club, le Club 96.9 fait son apparition. Un nouveau logo est adopté, qui fait l'objet de nombreuses publications dans la presse magazine, mais l'audience stagne autour des 2,8 %.
En juin 2010, Jérôme, Brian & Ruben sont licenciés, idem pour le directeur d'antenne Nicolas Pavageau. Toutes les émissions sont supprimées, disparition de la grille antenne de l'Euro Hot Club,  Hot Club Voltage, Funky Town, Hit List, World Chart, Heure Overkitsch, Gros Réveil et Voltage Classic.
En septembre 2010, changement de slogan «I Feel Good» remplace le «Hit Radio Paris». Plus que deux émissions sont programmées, l'«Happy Morning» et «Funky Town» qui réintègrent les programmes après 2 mois d'arrêt.
En octobre 2010 arrivée de Maurad via son émission en podcast. Des petits extraits de canulars téléphoniques sont diffusés à 07h30,08h30 et 16h30 dans «Maurad Télécom».
En novembre 2010, nouveau changement de slogan, «Happy Hit Radio» remplace le «I Feel Good» qui aura duré seulement 2 mois.
En janvier 2011, suppression de Voltage Funky Town. L'émission est remplacée par le «Voltage Club» émission club en quotidienne de 21h00 à 00h00 en semaine et 21h00 / 03h00 le week-end.
En décembre 2011, Voltage adopte une nouvelle identité visuelle.
En mars 2012, nouveau changement de slogan avec le retour du "Hit Radio Paris" disparition du slogan "Happy Hit Radio". La Happy List devient Hitlist, le Voltage Club n'est plus joué que le vendredi et samedi de 21 h 00 à 3 h 00.
En juillet 2012, suppression de l'Happy Morning et du Voltage Club. Il ne reste plus qu'à l'antenne la Hitlist.
Septembre 2012, arrivée de Laurent Artufel pour animer la matinale dans "Artufel réveille Paris" de 6 h 00 à 9 h 30. En soirée Gilles Tessier anime une libre antenne de 21 h 00 à 0 h 00.

### Période 2013-2022
En mars 2013, Laurent Artufel quitte la station, le morning prend alors sa forme actuelle, "Voltage réveille Paris", avec aux commandes Greg Di Mano, Severine Ferrer et Jordan De Luxe.
En septembre 2013, l'émission de Gilles Tessier « Gilles Tessier allume Paris » et la Hitlist sont supprimées, le slogan change pour devenir « Le Nouveau Mix Voltage, la plus grande playlist »  . 
Le 11 décembre 2013, le groupe mère Start devenu Sud radio groupe en 2011 se rebaptise Groupe 1981.
À partir d'août 2014, à la suite des départs de Greg Di Mano et Severine Ferrer, l'émission "Voltage réveille Paris" est aux mains d'Alexis Thiebaut, Nadia Bénef et Jordan De Luxe.
En novembre 2014, le slogan change à nouveau pour devenir "Les Hits d'Hier et d'Aujourd'hui" au lieu de "Vous écoutez Le Nouveau Mix Voltage, la plus grande playlist" qui aura duré seulement trois mois.
En juin 2015, à la suite du départ de Nadia Benef, Fayole rejoint la matinale de la radio dans "Voltage réveille Paris" aux côtés d'Alexis Thiebaut et de Jordan Deluxe.
Dès la mi-janvier 2016, une nouvelle émission fait son apparition dans la grille des programmes de Voltage, il s'agit de Tout peu s'arranger , elle est diffusée le lundi de 22h30 à 23h30 et est animée par le Docteur Etienne, Jordan Deluxe et Mia. Cette dernière n'animera plus cette émission dès la rentrée 2016.
En juillet 2016, Alexis Thiebaut et Fayole annoncent qu'ils n'animeront plus "Voltage Réveille Paris", seul Jordan Deluxe, reste.
Pour la rentrée 2016, une nouvelle équipe présente la matinale de Voltage qui se nomme désormais "Sandra & Miko" ; Sandra Marconi, Miko et Jordan Deluxe qui continue de faire ses canulars téléphoniques.
En juin 2017, fin de la matinale "Sandra & Miko". À partir de cette date, Miko rejoint Cauet sur Virgin Radio.
En septembre 2022, une nouvelle matinale fait son apparition sur la station : « L'équipe du matin Voltage » avec Kash et Ana.

### À partir de septembre 2023: un retour aux sources avec la Dance
À partir de septembre 2023 Voltage change sa programmation et redevient une radio Dance ce qui marque un retour aux sources.

## Identité de la station
Voltage est une station de radio de catégorie B, membre du groupement Les Indés Radios et adhérente au SIRTI

### Logos

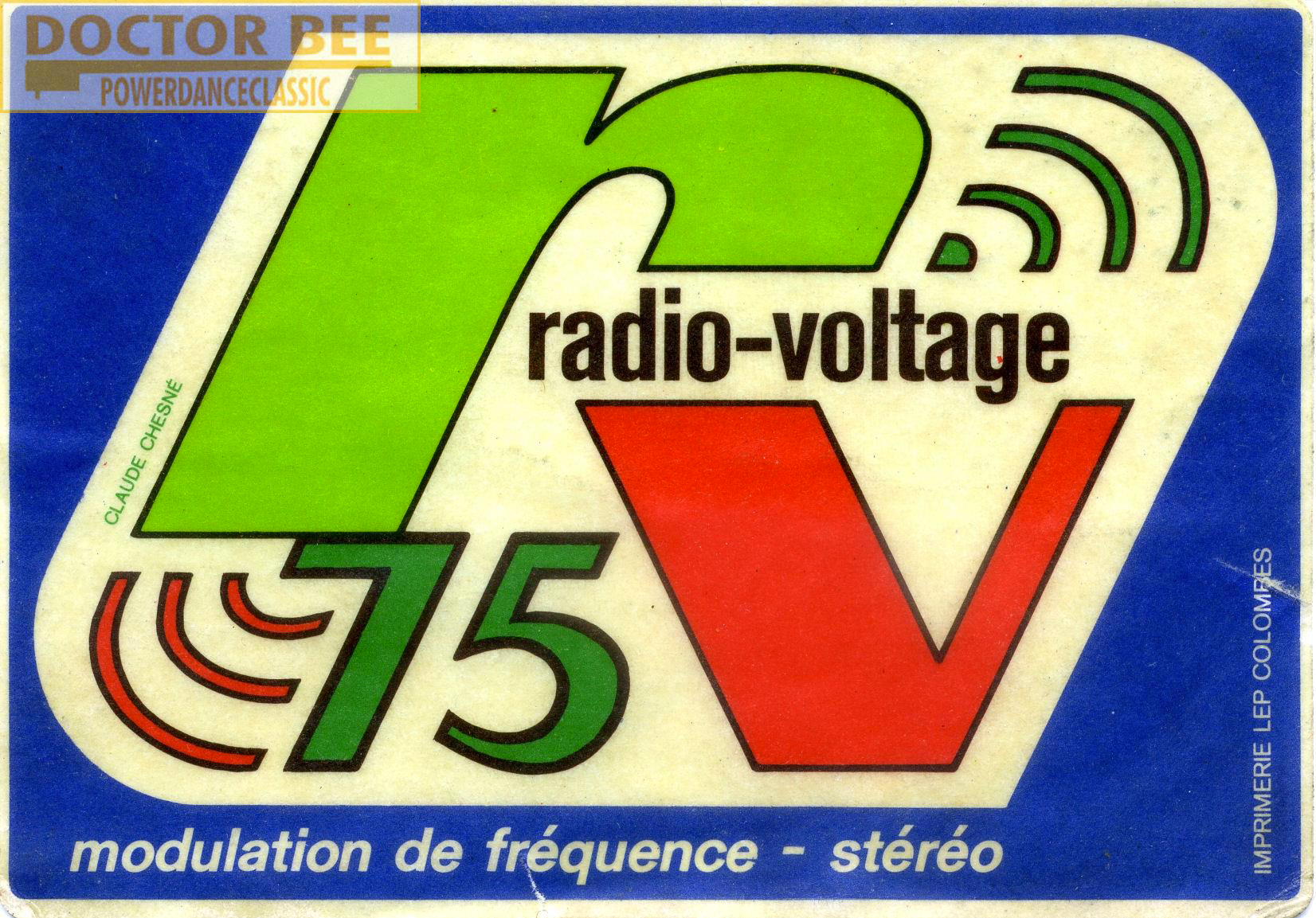
premier logo voltage fm 1982 à 1985

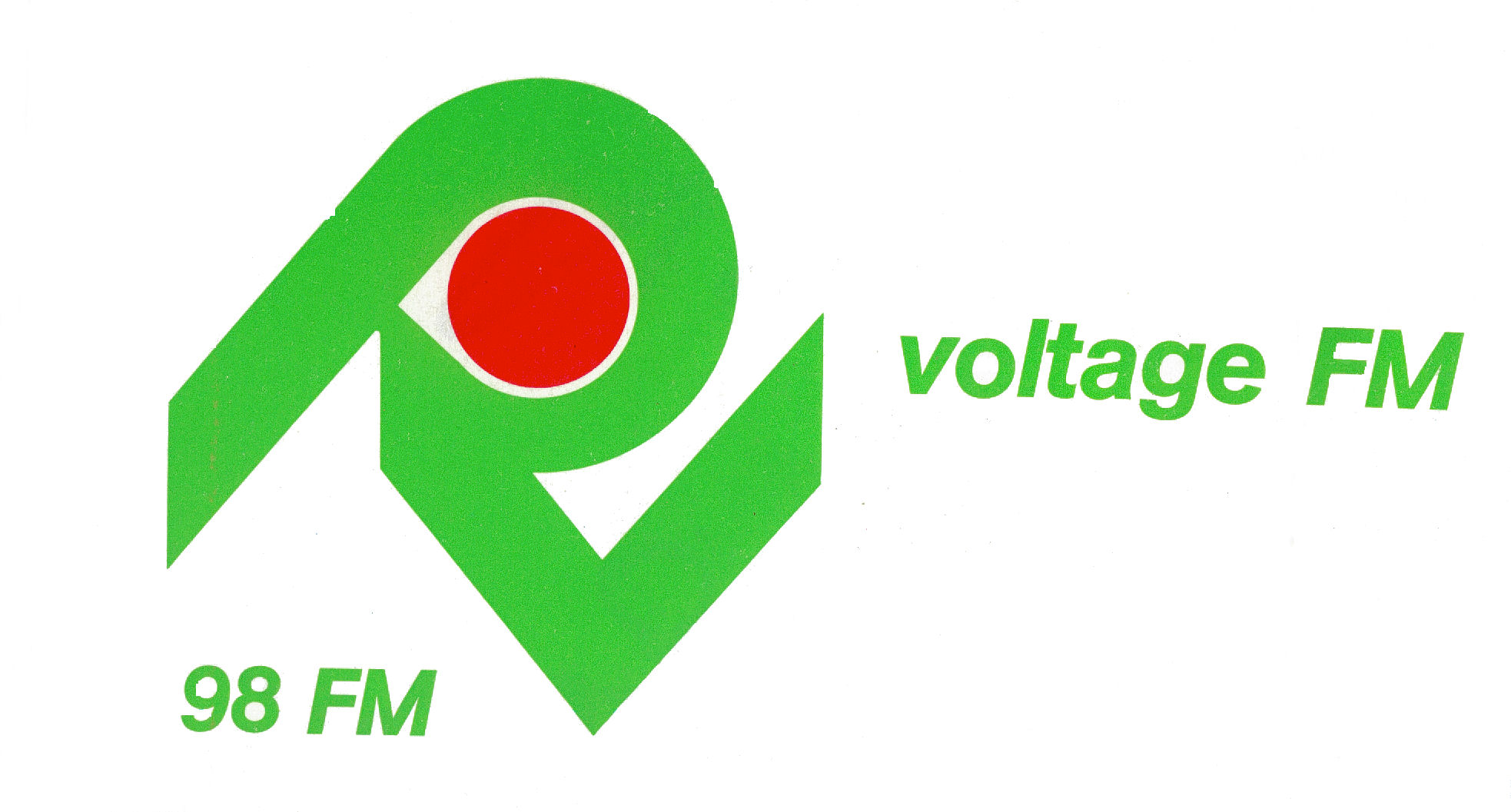
logo voltage fm de 1985 à 1988

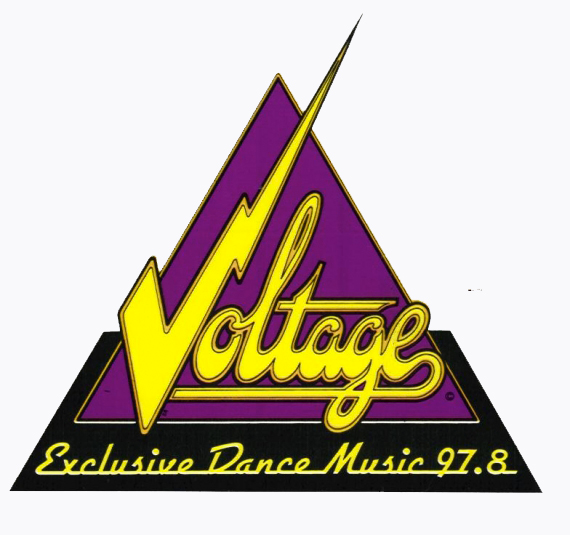
logo voltage fm de 1988 à 1991

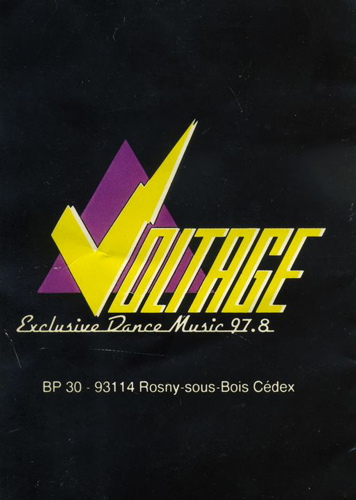
logo voltage fm 1992 à 1993

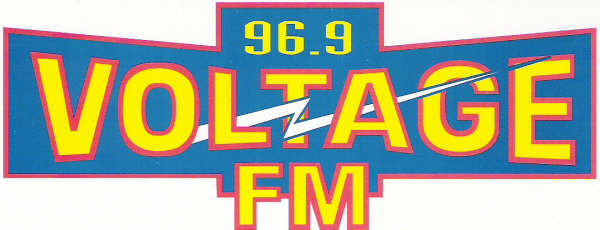
Ancien logo de Voltage de mi-1995 à 1998
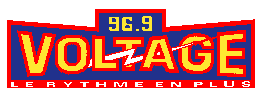
Ancien logo de Voltage de 1998 à janvier 2000
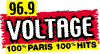
Ancien logo de Voltage sur fond rouge du 9 octobre 2000 au 5 avril 2004
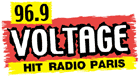
Ancien logo de Voltage sur fond rose du 5 avril 2004 au 20 mars 2006
Ancien logo de Voltage du 20 mars 2006 au 1er septembre 2008
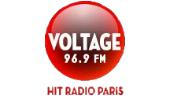
Ancien logo de Voltage du 1er septembre 2008 au 25 novembre 2008
Ancien logo de Voltage du 25 novembre 2008 au 12 décembre 2011
Ancien logo de Voltage du 13 décembre 2011 à octobre 2018
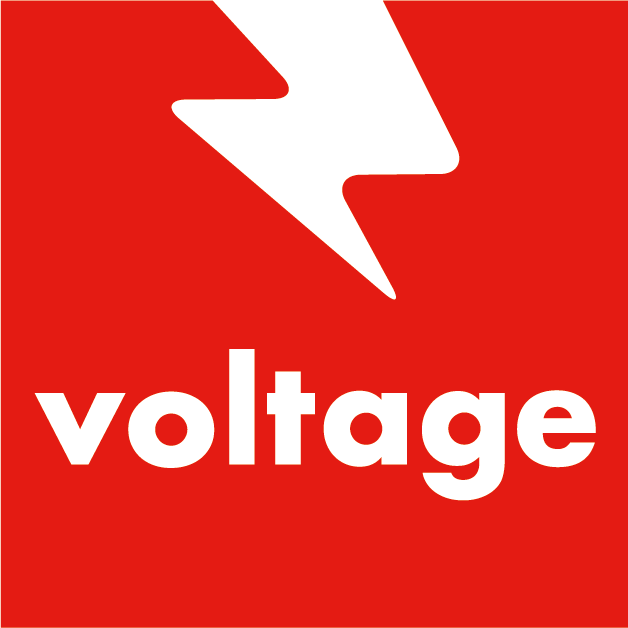
logo actuel de Voltage depuis octobre 2018

### Slogans
- 1982 : « L'Onde de Choc ! »
- 1986 : « Exclusive Dance Music »
- 1993 : « Un Maximum De Dance Music »
- Janvier 1995 : « La Seule et Unique Radio Dance »
- Durant l'année 1996 : « Toute la Dance toutes les Dance »
- Décembre 1996 : « Première Radio Dance »
- Octobre 1998 : « Le Rythme en Plus »
- Début 2000 : « Power Hit Radio »
- 9 octobre 2000 : « 100 % Paris 100 % Hits »
- 5 avril 2004 : « Hit Radio Paris »
- 4 septembre 2006 : « Hit Radio & Cash » (repris par Wit FM)
- Mai 2007 : « Hit & Soul »
- Août 2007 : « Hit & Dance »
- Octobre 2007 : « Hit Radio Paris »
- 30 août 2010 : « I Feel Good »
- 4 novembre 2010 : « Happy Hit Radio »
- Février 2012 : « Hit Radio Paris »
- 2 septembre 2013 : « Le Nouveau Mix Voltage, la plus grande playlist »
- 18 août 2014 : « Vous écoutez le nouveau mix Voltage, la plus grande playlist »
- 25 novembre 2014 : « Les Hits d'hier et d'aujourd'hui »
- 2019-2022 : « Connectée à Paris »
- 2022-2023 : « La Radio Parisienne »
- septembre 2023-mars 2025 : « Dance Music »
- depuis mars 2025 : « Voltage, addictive radio »[1]

### Voix off
- Patrick Poivey (1996 - 1998)
- Damien Hartmann (2014 - 2019)
- Damien Boisseau (depuis septembre 2019)
- Lila Lacombe (depuis octobre 2023)

## Diffusion
À partir d'une antenne à Paris, sur la Tour Eiffel, la couverture régionale est bonne. Il existe aussi localement, une diffusion à Beauvais et Fontainebleau, ainsi qu'à Meaux et Clermont (Oise).[réf. nécessaire]

## Actuels Animateurs
- Sylvain Alexis
- Marine Da Cunha Leal Neto
- Double F
- Sébastien Boché

## Anciens Animateurs
- Olivier Allardet
- Sylvain Maury
- Ali Bouar (Didji)
- Doctor Bee
- Tim Byrd
- Thierry Demange
- Franck Vallière
- Olivier Franco
- Philippe Rosco
- Frédéric Galland
- Pascal Remy
- Pascal Vaillant
- Philippe Seither
- Mister K
- Franck Keller
- Phil of the night alias Phil
- Giorgio
- Phil Mixcoast
- Pascal Dam
- Franklyn Delisle
- Stephane Basler
- Bernard Ruglio
- Jean-Louis Fantasio
- Sandra
- Dino
- Patrice Muller
- José
- Jean-Paul Dabar
- Laurent Frémont
- Jean-Marie Grenier
- Richard Brassaud (journaliste)
- Olivier Marin (journaliste)
- Daniel Noury (relations publiques)
- Lionel Guillaume
- Mattéo Candale
- Laurent Foucras dit Damien
- Brian Mayeur
- Robin Grimaldi dit Kalou
- Julien dit Loeki

## Anciennes Émissions
Le Mega Funk Show (Olivier Allardet), Remix de Docteur Bee, Le power dance classic ( doctor bee ),Voltage Les Origines (Pascal Rémy, Mister K), Radio DJ (Mister K), Hulla Hop et Juke Box (Daniel Noury), Discothèque (Philippe Seither), Dancefloor (Philippe Seither), Eurodance (Pascal Rémy), le Hit Des Clubs Voltage (Pascal Rémy), Génération Dance, Voltage Extrême (Les extrêmes de la Dance de 00h00 à 05h00), Voltage On Line (Double F), Voltage All Night (Double F, Laurent Rigal, Baron Artufel), Voltage By Night (Phil), After sur Voltage, l'émission qui a lieu après (Dimanche soir en 1998 de 05h00 à 07h00), Hello Paris, Le Gros Dawa (Giorgio, Francis Keller, Mr Will), Voltage College Mix (Théo), Voltage Eurochart (Jasmine), Voltage 30, Voltage 40, Disco Inferno (le lundi soir à 00h00 en direct du Queen), Le Fight, Club List, Club Voltage, Ma Playlist Voltage, Hit List, Euro Club, Euro Hot Club, Hot Club Voltage, World Chart, Funky Town, Love Line, Teuf Radio, Hit US...